# Angelique Boyer
Angelique Monique Paulette Boyer Rousseau (Saint Claude, 4 de julho de 1988), mais conhecida como Angelique Boyer, é uma atriz, empresária e modelo franco-mexicana. É considerada uma das atrizes latinas mais importantes da atualidade. É vencedora de três Prêmios TVyNovelas, dois Prêmios Bravo e um Prêmio ACE de Nova York de melhor atriz. Boyer é conhecida por seus papéis como Vick em Rebelde, Teresa em Teresa, Elisa em Abismo de Paixão, Montserrat em O Que A Vida Me Roubou, as trigêmeas Ana Lucia, Ana Laura e Ana Letícia em Três Vezes Ana, Lucia em Amar a Morte, Elisa em Império de Mentiras, Renata em Vencer o Passado e Marena em O Amor Invencível, papéis de grande destaque.

## Biografia

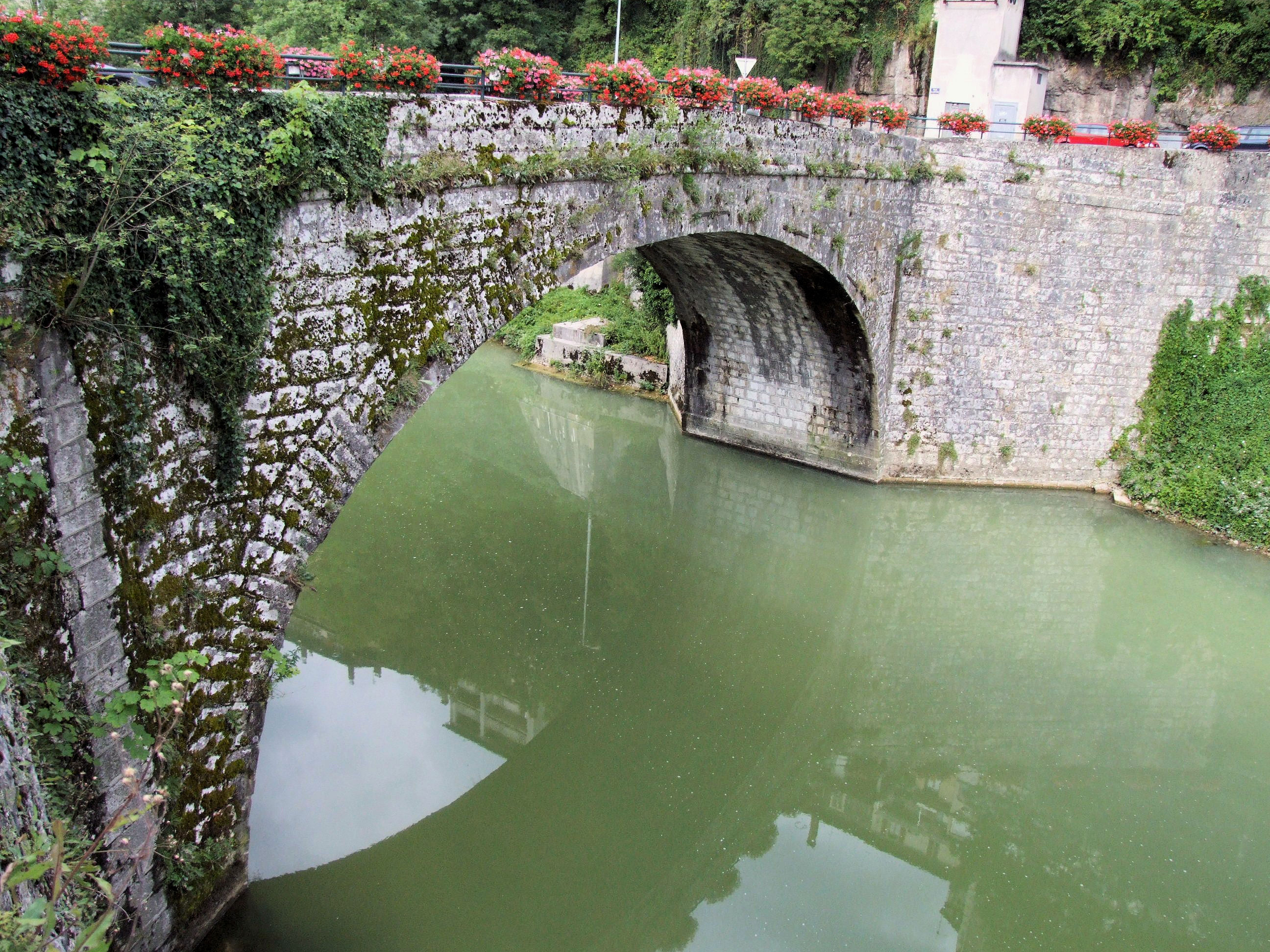
Saint Claude, cidade natal de Boyer.

Angelique Monique Paulette Boyer Rousseau nasceu em 4 de julho de 1988, na cidade de Saint Claude, em Jura, na França, onde passou seus primeiros dois anos de vida. Em 1990, sua família se mudou para a Cidade do México em busca de melhores condições de vida e no país estabeleceram residência. Até hoje viaja para seu país natal, onde visita parte de sua família que ainda vive lá. Angelique é filha de Sylvie Rousseau e Patrick Boyer e tem um irmão, Arnaud Boyer Rousseau. Sua mãe faleceu em 17 de junho de 2014, aos 49 anos, devido a complicações em um cirurgia cardíaca, para tratamento de enfisema pulmonar e insuficiência cardíaca. Este fato deixou a artista extremamente deprimida, buscando auxílio psicológico.
Angelique iniciou sua carreira como modelo fotográfica aos 5 anos, em 1993, e teve a oportunidade de entrar no CEA infantil da Televisa aos 8 anos, em 1996, lugar onde formou-se como atriz quando tinha 11 anos, no ano de 1999. Também foi integrante do grupo pop "Rabanitos Verdes". Ao terminar esse projeto, aos 14 anos entrou novamente no CEA, aperfeiçoando-se mais em sua profissão. Por ter passado toda sua vida no México, a atriz conseguiu a naturalização mexicana ao alcançar a maioridade. Ela é formada em fotografia e artes cênicas, sendo também trilíngue, conseguindo se expressar em francês, sua língua materna, espanhol e inglês.

## Carreira

### 2004—2009: Primeiros trabalhos
Sua primeira aparição na televisão foi em Corazones al límite, novela produzida por Nicandro Díaz e Roberto Hernández Vázquez, onde estreou interpretando a personagem Anette, melhor amiga da protagonista interpretada por Sara Maldonado, antes de se mudar para a cidade. 
Nesse mesmo ano, integrou o elenco do grande sucesso Rebelde (2004-2006) produção de Pedro Damián, interpretando Vick Paz, uma personagem caracterizada por sua personalidade inconsequente e liberal, que se destacava por sua popularidade e envolvimento com os colegas de colégio. Embora não fizesse parte do grupo RBD, sua personagem conquistou a memória do público e ganhou maior destaque e complexidade ao longo da narrativa.
Em 2007, retornou à televisão com a novela Muchachitas como tú, de Emilio Larrosa, na qual compartilhou créditos com Ariadne Díaz. Na trama, interpretou Margarita, uma personagem que evoluiu de noiva do vilão para uma figura mais redimida. 
Em 2008, integrou o elenco da novela Alma de Hierro, no papel de Sandra "Sandy" Hierro Jiménez, uma jovem com sonhos e ambições que dissimulava sua verdadeira vocação para a dança ao fingir estudar Medicina. A novela permaneceu no ar por quase dois anos e recebeu elogios da crítica, destacando a atuação da atriz.
Em 2009, participou da segunda temporada da série de televisão Mujeres asesinas, no episódio 'Soledad Cautiva', onde interpretou Soledad Oropeza, conhecida como 'Cindy', uma jovem que se envolve com um homem (Alfonso Herrera) que conheceu na estrada, sem saber que ele a levaria a uma vida de prostituição. Ainda em 2009, integrou o elenco da novela Corazón salvaje, interpretando Jimena, uma cigana que se apaixona por Gabriel (Sebastián Zurita) e vive um amor proibido, disfarçando-se como uma nobre.

### 2010—2015:Teresa,Abismo de pasióneLo que la vida me robó
Em 2010, obteve seu primeiro papel como protagonista na novela Teresa, produzida por José Alberto Castro, um remake da obra homônima de 1959 interpretada por Maricruz Olivier e de 1989, com Salma Hayek. Nesta produção, Boyer deu vida a Teresa Chávez Aguirre, uma jovem que lutava contra sua origem humilde, recorrendo a mentiras para alcançar seus objetivos e desprezando sua família. O amor também era um tema conflitante em sua vida, pois oscilava entre o taxista Mariano (Aarón Díaz) e o rico Arturo (Sebastián Rulli). Sua personagem ficou marcada pelo famoso bordão 'Entre ser ou não ser, eu sou!', inspirado na frase de William Shakespeare.
Em 2012, protagonizou a novela Abismo de pasión produzida por Angelli Nesma, uma adaptação da novela Cañaveral de pasiones de 1996, na qual compartilhou créditos com David Zepeda. Interpretou Elisa, jovem romântica e corajosa que sofria com a amargura de seu pai e o ódio de sua tia. 
Em 2013, foi novamente escolhida por Angelli Nesma para protagonizar a novela Lo que la vida me robó, uma adaptação das novelas Amor real e Bodas de odio, onde contracenou novamente com Sebastián Rulli e Luis Roberto Guzmán. Nesta produção, interpretou Montserrat, uma jovem dividida entre o amor verdadeiro e a salvação da ruína de sua família, aceitando se casar com Alejandro, um jovem rico disposto a quitar as dívidas da família em troca do casamento.

### 2016—2020:Tres veces Ana,Amar a muerteeImperio de mentiras
Em 2016, foi novamente selecionada pela produtora Angelli Nesma Medina para protagonizar a novela Tres veces Ana, uma adaptação de Lazos de amor (1995), na qual compartilhou créditos com Sebastián Rulli, David Zepeda e Pedro Moreno. Nesta produção, interpretou as trigêmeas Ana Lucía, Ana Laura e Ana Letícia, um desafio artístico significativo em sua carreira. 
Em 2018, protagonizou a novela Amar a muerte, ao lado de Michel Brown e Alexis Ayala, interpretando Lucía, uma mulher de origem humilde que se casa com León Carvajal e se torna viúva após seu assassinato.
Em 2020, foi convidada pela produtora Giselle González para protagonizar a novela Império de Mentiras, no papel da curadora de artes Elisa Cantú, uma mulher da classe alta cuja vida sofre uma reviravolta após a morte de seu pai, levando-a a ingressar no mundo do crime.

### 2021—presente:Vencer el pasado,El amor invencibleeEl extraño retorno de Diana Salazar
Em 2021, foi escolhida pela produtora Rosy Ocampo para protagonizar a novela Vencer el pasado, formando um triângulo amoroso com Sebastián Rulli e Horacio Pancheri. Interpretou Renata Sánchez Vidal, uma bióloga molecular bem-sucedida cuja vida é drasticamente alterada quando um vídeo fora de contexto se torna viral nas redes sociais, levando as pessoas a julgá-la sem conhecer os fatos. Em 2023, protagonizou a novela El amor invencible, outro grande sucesso em sua carreira, produzido por Juan Osorio. Nesta produção, Boyer deu vida a Leona, uma mulher que assume uma nova identidade em busca de justiça e para recuperar seus filhos, que acreditava estarem mortos.

## Carreira musical

### Rabanitos Verdes
Em 2001, quando ela ainda era adolescente, ela pertencia ao grupo Rabanitos Verdes, juntamente com outros 5 meninos. A banda cantou o tema de abertura da novela Maria Belén.

### C3Q'S
Em 2005, fez parte do C3Q'S, um grupo pop dentro da novela Rebelde com Zoraida Gómez e Estefanía Villarreal, lançando apenas um single intitulado "No Me Importa".

## Campanhas publicitárias
Em 2012, se tornou garota propaganda da marca de batata chips Ruffles estrelando uma série de comerciais, inclusive um com o ator cubano William Levy. Em 2020, fez campanhas para falar sobre algumas prevenções que devem ser tomadas para evitar a contaminação do COVID-19. No mesmo ano, se tornou cofundadora da linha de proteína e nutrição feminina NUBA. Em 2022, se juntou ao streaming gratuito VIX+ tendo seu próprio canal dentro da plataforma.

## Vida pessoal
Durante as gravações da novela Rebelde, em 2005, Angelique começou um relacionamento com o ator Diego Boneta, que interpretava seu par romântico. Seis meses depois, o casal colocou um ponto final na relação, mas decidiram continuar amigos.
Após passar cinco anos sem assumir nenhum relacionamento sério para a mídia, apenas mantendo encontros casuais com anônimos e famosos, em março de 2010, Sebastián Zurita, ator com quem Angelique fez par romântico na telenovela Corazón Salvaje, confirmou que os dois estavam juntos. O relacionamento chegou ao fim amigavelmente, dois meses depois.
Em setembro de 2011, após o fim das gravações da telenovela Teresa, soube-se que Angelique mantinha um relacionamento afetivo com o produtor José Alberto Castro. Segundo rumores, os pais de Angelique não aprovavam o relacionamento da filha com o produtor, devido ao seu comportamento agressivo. Ele é 25 anos mais velho que a atriz. Em 10 de março de 2014, após quase 3 anos juntos, a artista informou através de sua conta no Twitter que ambos terminaram de vez o relacionamento, que classificou como extremamente tóxico e abusivo. Uma pessoa próxima ao casal revelou que a atriz terminou definitivamente com o produtor em 8 de fevereiro já que seu namorado possuía um ciúme doentio, além de ser viciado em drogas e álcool, e incapaz de controlar seus impulsos agressivos, onde aconteciam traições, humilhações e violência conjugal. Segundo a fonte, o ex-casal teve fortes e frequentes brigas durante festas, em frente a todos, com muitos gritos e palavrões, onde Angelique precisou ser defendida das agressões dele, o que deixava as pessoas aterrorizadas.
Após várias especulações, Angelique Boyer e Sebastián Rulli, amigos desde 2010, confirmaram o namoro em 23 de setembro de 2014. No mesmo ano o casal foi morar junto, mantendo até hoje a união estável.

## Filmografia

### Televisão Como Principal
| Ano       | Título                              | Personagem                                                       | Notas           |
| --------- | ----------------------------------- | ---------------------------------------------------------------- | --------------- |
| 2010/2011 | Teresa                              | Teresa Chávez Aguirre de De la Barrera                           | Papel principal |
| 2012      | Abismo de pasión                    | Elisa Castañón Bouvier                                           | Papel principal |
| 2013/2014 | Lo que la vida me robó              | Montserrat Mendoza Giacinti de Almonte                           | Papel principal |
| 2016/2017 | Tres veces Ana                      | Ana Lucía Hernández / Ana Lucía Álvarez del Castillo Rivadeneira | Papel principal |
| 2016/2017 | Tres veces Ana                      | Ana Laura Álvarez del Castillo Rivadeneira                       | Papel principal |
| 2016/2017 | Tres veces Ana                      | Ana Letícia Álvarez del Castillo Rivadeneira                     | Papel principal |
| 2018/2019 | Amar a muerte                       | Lucía Borges Duarte de Carvajal                                  | Papel principal |
| 2020/2021 | Império de Mentiras                 | Elisa Cantú Robles                                               | Papel principal |
| 2021      | Vencer el pasado                    | Renata Sánchez Vidal / Alondra Mascaró Martínez                  | Papel principal |
| 2023      | El amor invencible                  | Marena Ramos / Leona Bravo Alba de Torrenegro                    | Papel principal |
| 2024/2025 | El extraño retorno de Diana Salazar | Diana Salazar / Leonor Santiago                                  | Papel principal |
| 2026      | Doménica Montero                    | Doménica Montero                                                 | Papel principal |

### Televisão como recorrentes
| Ano  | Título              | Personagem                                               | Notas                                |
| ---- | ------------------- | -------------------------------------------------------- | ------------------------------------ |
| 2001 | María Belén         | Ela mesma                                                | Participação especial                |
| 2004 | Corazones al límite | Anette Elizalde                                          | Participação especial                |
| 2004 | Rebelde             | Victoria "Vick" Paz Millán                               | Função recorrente                    |
| 2007 | Objetos perdidos    | Miss Fitzgerald                                          | Objeto 2" (Temporada 1, Episódio 2)  |
| 2007 | Muchachitas como tú | Margarita Villaseñor Castro                              | Função recorrente                    |
| 2008 | Alma de hierro      | Sandra "Sandy" Hierro Jiménez                            | Função recorrente                    |
| 2009 | Mulheres assassinas | Soledad Oropeza                                          | (Temporada 2, Episódio 8)            |
| 2009 | Corazón salvaje     | Ángela Villareal / Jimena Villareal / Estrella Villareal | Função recorrente                    |
| 2022 | Vencer la ausencia  | Renata Sánchez Vidal / Alondra Mascaró Martínez          | Episódio: "La Vida Te Pone a Prueba" |
| 2025 | Mujeres asesinas    | Pilar                                                    | (Temporada 3, Episódio 4)            |

### Cinema
| Ano  | Título                            | Personagem      |
| ---- | --------------------------------- | --------------- |
| 2007 | J-ok'el: La leyenda de la Llorona | Menina francesa |
| 2026 | Madres                            | Alexa           |

## Teatro
| Ano        | Título                                            | Personagem      |
| ---------- | ------------------------------------------------- | --------------- |
| 2011       | Ausencia de Dios                                  | Agnes           |
| 2012       | Una noche de pasión                               | Patricia Fierro |
| 2014       | Los derechos de la mujer                          | María José      |
| 2014; 2024 | Los hombres son de Marte las mujeres son de Venus | Corina          |

## Prêmios e Indicações
| Ano  | Festival                       | Categoria                                        | Nomeações              | Resultado |
| ---- | ------------------------------ | ------------------------------------------------ | ---------------------- | --------- |
| 2009 | Prêmios "El Telón de Oro"      | Melhor Atriz Jovem                               | Alma de hierro         | Venceu    |
| 2010 | Prêmio TVyNovelas              | Melhor Atriz Juvenil                             | Corazón Salvaje        | Nomeada   |
| 2010 | Prêmios People en Español      | Melhor Atriz Jovem                               | Corazón Salvaje        | Nomeada   |
| 2010 | Prêmio TV Adicto Golden Awards | Melhor Revelação Feminina                        | Teresa                 | Venceu    |
| 2011 | Kids Choice Awards México      | Personagem feminina favorita                     | Teresa                 | Nomeada   |
| 2011 | Kids Choice Awards México      | Vilã Favorita de Novela                          | Teresa                 | Nomeada   |
| 2011 | Premios Juventud               | Chica que me quita el sueño                      | Teresa                 | Nomeada   |
| 2011 | Prêmios People en Español      | Melhor Atriz                                     | Teresa                 | Nomeada   |
| 2011 | Prêmios People en Español      | Melhor Par Romântico (com Sebastián Rulli)       | Teresa                 | Nomeada   |
| 2011 | Prêmios People en Español      | Melhor Par Romântico (com Aarón Díaz)            | Teresa                 | Nomeada   |
| 2011 | Prêmio TVyNovelas              | Melhor Atriz Protagonista                        | Teresa                 | Venceu    |
| 2011 | Prêmio Bravo                   | Melhor Atriz                                     | Teresa                 | Venceu    |
| 2012 | Prêmios ACE de Nova York       | Melhor Atriz                                     | Teresa                 | Venceu    |
| 2012 | Prêmios People en Español      | Melhor Atriz                                     | Abismo de Pasión       | Nomeada   |
| 2012 | Prêmios People en Español      | Melhor Casal (com David Zepeda)                  | Abismo de Pasión       | Nomeada   |
| 2012 | Kids Choice Awards México      | Melhor Atriz                                     | Abismo de Pasión       | Nomeada   |
| 2012 | Premios Juventud               | Chica que me quita el sueño                      | Abismo de Pasión       | Nomeada   |
| 2013 | Prêmio TVyNovelas              | Melhor Atriz Protagonista                        | Abismo de Pasión       | Nomeada   |
| 2013 | Prêmio Bravo                   | Melhor Atriz                                     | Abismo de Pasión       | Venceu    |
| 2014 | Premios Juventud               | Chica que me quita el sueño                      | Lo que la Vida me Robó | Venceu    |
| 2014 | Prêmios People en Español      | Melhor Par Romântico (com Sebastián Rulli        | Lo que la Vida me Robó | Venceu    |
| 2015 | Prêmio TVyNovelas              | Melhor Atriz Protagonista                        | Lo que la Vida me Robó | Nomeada   |
| 2017 | Prêmio TVyNovelas              | Melhor Atriz Protagonista                        | Tres veces Ana         | Venceu    |
| 2019 | Soap France Awards             | Melhor Atriz Internacional                       | Tres veces Ana         | Nomeada   |
| 2019 | Prêmio TVyNovelas              | Melhor Atriz Protagonista                        | Amar a muerte          | Venceu    |
| 2019 | Prêmio ERES                    | Melhor beijo (com Michel Brown)                  | Amar a muerte          | Nomeada   |
| 2022 | Socialiteen Awards             | Atriz do Ano                                     | Vencer el pasado       | Venceu    |
| 2022 | Premios Juventud               | Minha atriz preferida                            | Vencer el pasado       | Nomeada   |
| 2022 | Premios Juventud               | Me Apaixonam (Angelique Boyer e Sebastián Rulli) | Vencer el pasado       | Venceu    |
| 2024 | Premios Juventud               | Me Apaixonam (Angelique Boyer e Daniel Elbittar) | El amor invencible     | Venceu    |

## Reconhecimentos
- 2011: Foi eleita pela revista People en Español como uma dos 50 mais belos de 2011.[45]
- 2011: É a atriz mais jovem a ganhar um Prêmio TVyNovelas na categoria melhor atriz protagonista, com apenas 22 anos.[46]
- 2011: Foi eleita pela revista Quién uma das celebridades com o corpo mais perfeito.[4]
- 2014: Foi eleita pela revista People en Español como uma dos 50 mais belos de 2014.[47]
- 2016: Foi eleita pela revista People en Español como uma dos 50 mais belos de 2016.[48]
- 2019: É a atriz mais premiada do Prêmio TVyNovelas na categoria melhor atriz protagonista, juntamente com Lucero.[46]
- 2020: Foi a protagonista da Televisa de maior sucesso na década de 2010.[49]
- 2021: Foi eleita pela revistaVanguardia como a nova rainha das telenovelas mexicanas.[50]
- 2022: Foi eleita pela revista TVyNovelas como uma das 7 rainhas das telenovelas mexicanas, em comemoração aos 70 anos do canal Las Estrellas.[5]